# 真柄佳奈子
真柄 佳奈子 （まがら かなこ、1984年6月21日 - ）は、日本の元女優。東京都出身。
元所属は（有）ニュース。

## 来歴・人物
身長150cm、B73-W60-H82cm、靴のサイズ22.5cm。血液型はO型。趣味は手話、料理。特技はフラメンコ、ダンス。
脚本家の野島伸司に、動物病院の待合室でスカウトされ、テレビドラマ『世紀末の詩』でデビューした。
2022年現在の近況は、不明である。

## 受賞歴
- 2000年度第10回日本映画批評家大賞 新人賞[1]

## 出演
テレビドラマ
- 世紀末の詩 第4話（1998年、NTV系）- 山内羽夢 役
- リップスティック（1999年、フジテレビ系）- 鈴丘小鳩 役
- 一絃の琴（2000年、NHK）- 仲崎雅美 役
- 藤沢周平の人情しぐれ町 第11話（2001年、NHK）
- 恐怖夜話 第10話〜13話『サイゴノヒツギ』（2003年、KBS・TVKほか）
- 御宿かわせみ〜第二章〜 第9話（2004年、NHK） - お春 役

### 映画
- カラフル（2000年、NHKエンタープライズ21、中原俊監督）- 佐野唱子 役
- 十五才 学校IV（2000年、松竹、山田洋次監督） - 大庭薫 役
- ハッシュ!（2001年、シグロ、橋口亮輔監督）- 栗田カオル 役
- シベリア超特急3（2003年、水野晴郎事務所、水野晴郎監督）- 宮城和世 役
- さよなら、クロ（2003年、シネカノン、松岡錠司監督）- 野村美幸 役
- 風音（2004年、シグロ、東陽一監督）
- ジーナ・K（2005年、シグロ、藤江儀全監督）
- 筆子・その愛 -天使のピアノ-（2007年、現代ぷろだくしょん、山田火砂子監督）- 野口ちず 役

### 舞台
- シベリア超特急4（2003年1月18日、新宿シアターアプル）
- innerchild Vol.11『PANGEA』（2006年3月7日-13日、青山円形劇場）

### CM
- 大塚製薬 カロリーメイト「がんばれワカゾー」（2001年-2002年）- 伊藤淳史と共演
- テンプスタッフ 『おしえて』編（2005年）

## 書籍
- 野島伸司詩集<2> 僕とリンネ（1999年、ワニブックス ISBN 978-4847013034） - イメージモデル